# Ekliptični koordinatni sistem
Ekliptični koordinatni sistem je eden izmed nebesnih koordinatnih sistemov, ki za določanje lege nebesnih teles uporablja ravnino ekliptike.
Lega nebesnega telesa se v ekliptičnem koordinatnem sistemu določa z dvema podatkoma:
- longituda ali ekliptična dolžina (oznaka λ) je kotna razdalja med smerjo proti pomladišču in presečišču velikega kroga, ki poteka skozi ekliptični severni in južni pol ter čez lego nebesnega telesa, in ekliptike (na sliki rdeče).
- latituda ali ekliptična širina (oznaka β) je kotna razdalja med smerjo proti nebesnemu telesu in presečišču velikega kroga skozi telo in ekliptiko (na sliki zeleno).

Longituda se meri po ekliptiki v smeri gibanja Zemlje. Lahko zavzame vrednosti
{\displaystyle 0^{\circ }\leq \lambda \ <360^{\circ }\,\!.}
Pri tem je pomladišče na longitudi 0º.
Latituda se meri po krogu, ki gre skozi severni in južni pol ekliptike. Latituda lahko zavzame vrednosti samo v mejah
{\displaystyle -90^{\circ }\leq \beta \leq +90^{\circ }\,\!.}
Severni pol ekliptike ima latitudo + 90°, južni pa -90°.
Zaradi precesije Zemljine vrtilne osi se ekliptične kordinate zvezd spreminjajo. Pri navajanju teh koordinat je treba povedati tudi epoho za katero so koordinate podane. Običajno se sedaj uporablja epoha J2000,0.

## Pretvorba v druge koordinate
- λ je longituda
- β je latituda
- α je rektascenzija
- δ je deklinacija
- ε = 23,439 281° je nagib Zemljine osi

### Pretvorba iz ekliptičnih v ekvatorialne koordinate
Ekvatorialne koordinate dobimo s pomočjo obrazcev:
sin δ = sin ε sin λ cos β + cos ε sin β
cos α cos δ = cos λ cos β
sin α cos δ = cos ε sin λ cos β - sin ε sin β

### Pretvorba iz ekvatorialnih v ekliptične koordinate
Ekliptične koordinate dobima s pomočjo obrazcev:
sin β = cos ε sin δ - sin α cos δ sin ε
cos λ cos β = cos α cos δ
sin λ cos β = sin ε sin δ + sin α cos δ cos ε

## Zunaje povezave
- Podrobnejši opis nekaterih koordinatnih sistemov (angleško)
- Kalkulator za pretvorbo Arhivirano 2008-01-05 na Wayback Machine. (angleško)